# Aneta Jadowska
Aneta Jadowska (ur. 14 sierpnia 1981 w Radomsku) – polska pisarka fantasy, doktor nauk humanistycznych w zakresie literaturoznawstwa Uniwersytetu Mikołaja Kopernika w Toruniu. Autorka m.in. serii wydawniczych o Dorze Wilk, Nikicie i Witkacym oraz trylogii kryminalnej Garstki z Ustki. Od 2016 roku związana z Wydawnictwem SQN.

## Życiorys
Aneta Jadowska urodziła się w Radomsku, a wychowała się w Przedborzu. Od 2000 roku mieszka w Toruniu. Ukończyła filologię polską na Uniwersytecie Mikołaja Kopernika, gdzie zdobyła stopień doktora nauk humanistycznych w zakresie literaturoznawstwa.
Uważa, że debiutowała trzykrotnie: opowiadaniem Dziwny jest ten świat w „Gazecie Radomszczańskiej” (1999), opowiadaniem Kalejdoskop na łamach miesięcznika „Science Fiction” (2004) oraz powieścią Złodziej dusz (2012), otwierającą heksalogię o Dorze Wilk.
Członkini grupy literackiej Harda Horda.

## Thornverse
Na Thornverse, uniwersum Thornu stworzone przez Anetę Jadowską, składają się trzy serie książek: Heksalogia Dory Wilk, Seria szamańska i Trylogia Nikity, powieści Katia. Cmentarne love story i Dzikie dziecko miłości, zbiory opowiadań: Ropuszki, Dynia i jemioła i Kurczaczek i salamandra oraz komiks dla dzieci Przygody małego duchołapa.
Heksalogia Dory Wilk to zamknięta seria powieści z gatunku urban fantasy. Opowiada ona historię Dory Wilk, toruńskiej policjantki-wiedźmy, oraz jej towarzyszy, Mirona i Joshui.
Seria szamańska traktuje o detektywie i szamanie Piotrze Duszyńskim zwanym Witkacym, przyjacielu Dory Wilk.
Trylogia Nikity to cykl o najemniczce, która nosi w sobie berserka. Jej dziedzictwo magiczne jest związane z panteonem nordyckich bóstw.
Katia. Cmentarne love story opowiada o nekromantce Katii, przyjaciółce Dory Wilk.

## Garstki z Ustki
Trylogia kryminalna o trzech pokoleniach kobiet z rodziny Garstek. Jej części ukazywały się kolejno w 2018, 2019 i 2021 roku.
Wiosną 2017 roku autorka została zaproszona do biblioteki miejskiej w Ustce. To w tym mieście postanowiła osadzić akcję swojej pierwszej powieści pozbawionej wątków fantastycznych. Pierwsza część trylogii kryminalnej, powieść „Trup na plaży i inne sekrety rodzinne”, powstała w znacznej mierze w Kawiarni Cafe Mistral, gdzie ręcznie wyrabia się krówki – motyw ten pojawia się zresztą w książce. We wspomnianej kawiarni można dziś kupić także egzemplarze powieści.
Malina Koźlak
Wiedźma Malina jest częścią wielkiej, wielopokoleniowej i bardzo magicznej rodziny Koźlaków. Pojawia się w opowiadaniach w zbiorach Dynia i jemioła oraz Cud miód Malina. Jej magia powiązana jest z komiksami.

## Literatura dziecięca
Franek i Finka
Pierwszy tom serii Franek i Finka, Cyrk martwych makabresek, ukazał się w 2021 roku w wydawnictwie Zygzaki, otrzymał 1 nagrodę w Rankingu Opowiem Ci w kategorii Literatura Dziecięca. To pierwsza powieść Anety Jadowskiej dla dzieci. Opowiada historię jedenastoletnich bliźniaków, którzy spędzają wakacje w magicznym cyrku ich dziadka, Baltazara Bączka.

## Twórczość
Lista publikacji za bibliografią podaną na oficjalnej stronie pisarki:

### Heksalogia Dory Wilk
- Złodziej dusz (Fabryka Słów, 2012)[7]
- Bogowie muszą być szaleni (Fabryka Słów, 2013)[8]
- Zwycięzca bierze wszystko (Fabryka Słów, 2013)[9]
- Wszystko zostaje w rodzinie (Fabryka Słów, 2014)[10]
- Egzorcyzmy Dory Wilk (Fabryka Słów, 2014)[11]
- Na wojnie nie ma niewinnych (Fabryka Słów, 2014)[12]

W 2020 nakładem Wydawnictwa SQN ukazały się wznowienia wszystkich tomów serii.

### Seria szamańska
- Szamański blues (Fabryka Słów, 2016)[13]
- Szamańskie Tango (Fabryka Słów, 2017)[14]
- Przygody małego duchołapa (SQN, 2019)[15]
- Szamański Twist (SQN, 2021)
- Piekielna ortografia, opowiadanie ebook (SQN, 2021)[16]

W 2021 nakładem Wydawnictwa SQN ukazały się wznowienia dwóch pierwszych tomów serii.

### Trylogia Nikity
- Dziewczyna z Dzielnicy Cudów (SQN, 2016)[17]
- Akuszer Bogów (SQN, 2017)[18]
- Diabelski młyn (SQN, 2018)[19]

W 2022 nakładem Wydawnictwa SQN ukazały się wznowienia w odnowionej wersji wszystkich tomów serii.

### Cykl o Katii
- Katia. Cmentarne love story (SQN, 2023)

### Kroniki Thornu
- Dzikie dziecko miłości (SQN, 2019)[20]
- Kurczaczek i Salamandra (SQN,2020)

### Cykl o Garstce z Ustki
- Trup na plaży i inne sekrety rodzinne (SQN, 2018)[21]; komedia kryminalna
- Martwy sezon (SQN, 2019)[22]; komedia kryminalna
- Denat wieczorową porą (SQN, 2021)[23]; komedia kryminalna

### Gracje z Ustki
- Tajemnica domu Uklejów (SQN, 2024)[24]; komedia kryminalna
- Sekret prawie byłego męża (SQN, 2025)[25]; komedia kryminalna

### Kroniki sąsiedzkie
- Afera na tuzin rysiów (SQN, 2022)[26]
- Próby ognia i wody (SQN, 2022)
- Dziewczyna z przeklętej wyspy (SQN, 2024)[27]

### Franek i Finka
- Cyrk martwych makabresek (Zygzaki, 2021)[28]
- Szczwane sztuczki (Zygzaki, 2022)[29]
- Dyniowy Demon (Zygzaki, 2023)

### Klan Koźlaków
- Cud Miód Malina (SQN, 2020)[30]
- Cuda Wianki (SQN, 2022)

### Zbiory opowiadań
- Ropuszki (Fabryka Słów, 2015[31] wyd. 2 poszerzone SQN, 2021)
- Dynia i jemioła (SQN, 2018)[32]
- Kurczaczek i Salamandra (SQN, 2020)
- Klątwy i pierniczki. Opowiadania ze świata Thornu (SQN, 2025)

### Opowiadania
- Dziwny jest ten świat (27 stycznia 2000), „Gazeta Radomszczańska”
- Kalejdoskop (październik 2004), „Science Fiction” nr 43
- Dzikie jabłka (czerwiec 2008), „Latarnia Morska. Pomorski magazyn artystyczno-literacki”
- Śmiercioczułość (2010), „Latarnia Morska. Pomorski magazyn artystyczno-literacki” nr 4
- Po deszczu każdy wilk śmierdzi mokrym psem (2012), „Science Fiction, Fantasy i Horror”, nr 3
- Miłość za grobową deskę (maj 2012), „Fahrenheit”
- Misja Apokalipsa (październik 2012), informator Festiwalu Gier i Fantastyki Copernicon
- Wilk w owczej skórze (e-book) (listopad 2012), Gavran
- Zapiski kaprala Finito (2013), Antologia opowiadań o Opolu: Festiwal Natchnienia, Stowarzyszenie Inicjatyw Społecznych „Suterena”
- Do dwóch rogów sztuka (wrzesień 2014), informator Festiwalu Gier i Fantastyki Copernicon
- Idiota skończony, w antologii Idiota skończony (Fabryka Słów, 2018)
- Boży dłużnik, Inne światy, antologia inspirowana dziełami malarza i ilustratora Jakuba Różalskiego (SQN, 2018)
- Ostatni lot Phenix, Fantastycznie nieobliczalni, antologia (SQN, 2018)
- Zielona zemsta, Harda Horda, antologia (SQN, 2019)
- Klątwa Hexenwaldu, Harde Baśnie, antologia (SQN, grudzień 2020)[33]
- Duch w szafie, Silna, antologia (Zielona Sowa, luty 2021)
- Stare klątwy i małe szczęścia, Szepty, antologia (SQN, styczeń 2022)[34]
- Listopadowe dzieci, Cztery pory magii, antologia (SQN, czerwiec 2023)
- Miodożerka na wakacjach, Harde Bestie, antologia (SQN, wrzesień 2024)

## Nagrody i wyróżnienia
- 2012 – Złota Kareta Nowości w kategorii Kultura[35]
- 2014 – Medal Honorowy Prezydenta Miasta Torunia „Thorunium”[36]
- 2020 – Książka Roku w Plebiscycie Lubimy Czytać w kategorii Fantasy dla Cud miód Malina
- 2021 – 1 nagroda w Rankingu Opowiem Ci w kategorii Literatura Dziecięca za Franek i Finka. Cyrk Martwych Makabresek